# LMS Jubilee Class
Паровоз LMS Jubilee Class — пассажирский паровоз строившийся с 1934 по 1936 год на заводах Crewe Works, Derby Works и North British Locomotive Company по заказу дороги London, Midland and Scottish Railway.
Первые 113 паровозов этой серии были заказаны на заводах без проведения каких-либо испытаний, поэтому уже в ходе строительства пришлось вносить изменения в конструкцию.
29 апреля 1935 года первый паровоз этой серии получил имя «Silver Jubilee» (Серебряный юбилей).
Привыпуске паровоза в его конструкцию были внесены многочисленные изменения. Котёл паровоза имел 10 различных модификаций, отличавшихся количеством дымогарных труб, площадью колосников в топке. Паровозы имели разную базу тележек. Первые 113 построенных паровозов имели дымовую коробку с двумя сёдлами, остальные с одним седлом. С паровозом использовались тендеры трёх разных типов.
Парораспределительный механизм — Вальсхарта.
Один из паровозов был списан, так как пострадал в крушении вблизи Лондона 8 октября 1952 года. Остальные паровозы эксплуатировались ещё более десяти лет и постепенно были выведены из эксплуатации в 1961-1967.
На сегодняшний день LMS Jubilee Class находится в строю. Иногда используется  как рейсовый поезд экспресс для перевозки пассажиров.